# 薩赫諾夫希納

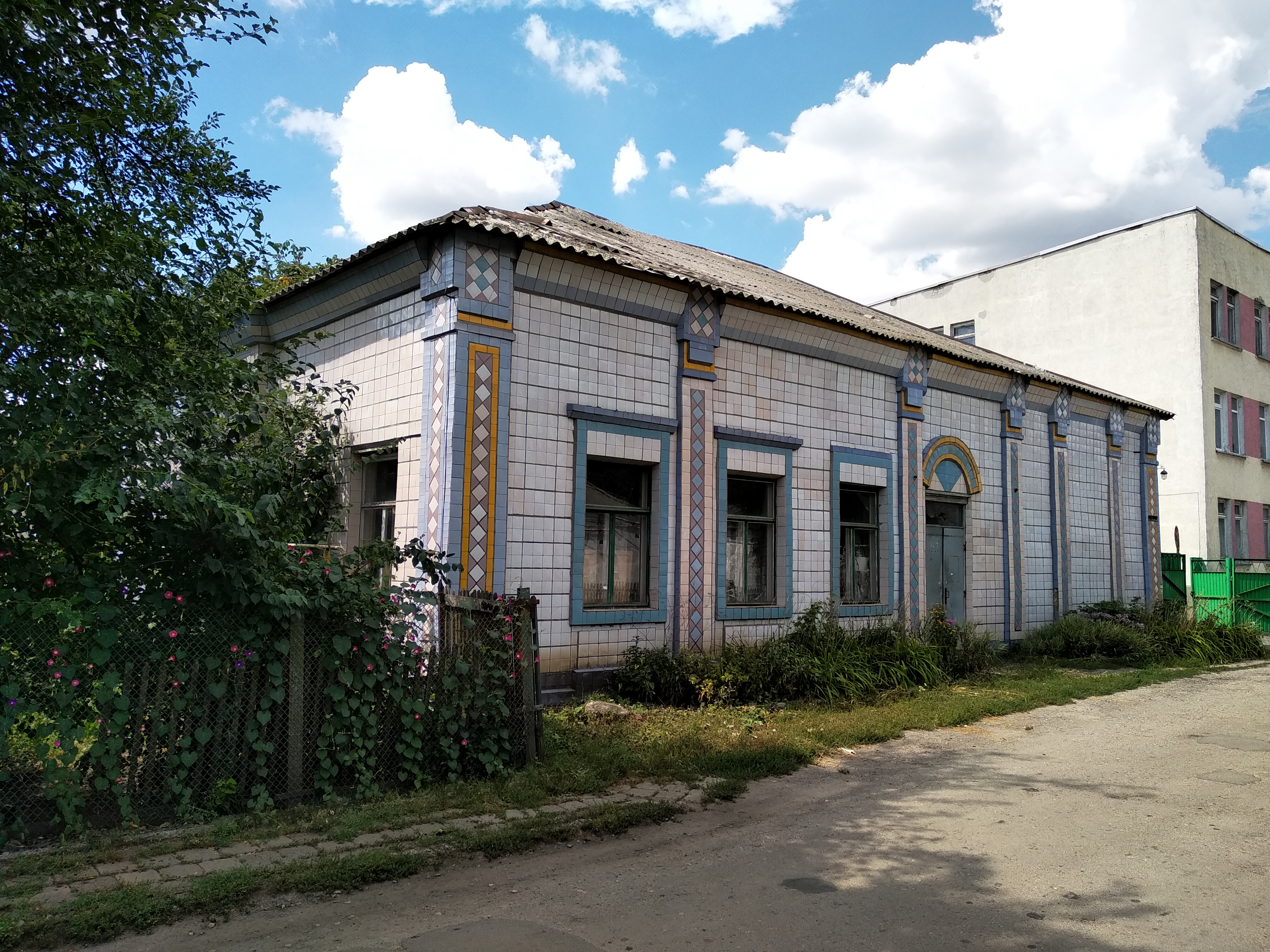
原犹太会堂

薩赫諾夫希納（羅馬化：Sakhnovshchyna）是位於烏克蘭哈爾科夫州别列斯京区的薩赫諾夫希納市鎮的鎮，亦是該市鎮的行政中心，亦曾是薩赫諾夫希納區被撤銷前的区府。該鎮面積9.22平方公里，海拔高度163米，2013年人口7,937，人口密度每平方公里860.85人。